# 누가 그 여인을 모르시나요
누가 그 여인을 모르시나요는 1970년 공개된 대한민국의 영화이다.

## 배역
- 신성일
- 문희
- 김정훈
- 김순철
- 방인자